# Mogholština
Mogholština (mogholi, darí مُغُلی‎, moghol) je nejspíše již vymřelý mongolský jazyk užívaný v afghánské provincii Herát, naposledy lokalizovaná ve vesnicích Kundur a Karez-i-mulla. Mluvčími byli Mogholové, etnikum, které se sice počítá na 2000, nicméně je nejisté kolik z nich ještě hovoří mogholštinou, většina hovoří paštunsky a částečně darí. Mogholové jsou potomky Mongolů, kteří ve třináctém století přišli na území Afghánistánu a ustanovili tam Ílchanát. Naopak naposledy byly lingvistické materiály k tomuto jazyku sbírány v letech 1969–1972 (Michael Weiers).
Klasifikace jazyka je problematická, kvůli značně izolovanému postavení mogholštiny oproti ostatním mongolským jazykům a velké míře výpůjček z perských jazyků.

## Příklady

### Číslovky
| Mogholsky | Česky |
| nikah     | jeden |
| qeyår     | dva   |
| ghorbån   | tři   |
| dorbån    | čtyři |
| tåbun     | pět   |
| jurghan   | šest  |
| dålån     | sedm  |
| sålån     | osm   |
| tåsån     | devět |
| årbån     | deset |